# Jagsttalbrücke (A 6)
Die Jagsttalbrücke ist eine Brücke der Bundesautobahn 6 über das Jagsttal bei Wollmershausen. Sie ist eine von mehreren Großbrücken im Landkreis Schwäbisch Hall im Verlauf des Teilstücks Weinsberg–Nürnberg und liegt zwischen den Anschlussstellen Kirchberg (Jagst) und Crailsheim/Satteldorf. Ihr folgt nach weniger als 300 Metern die Gronachtalbrücke.
Die Brücke hat eine Gesamtlänge von 347 m. Die Höhe über dem Talgrund beträgt 62 Meter. Die Baukosten betrugen rund 10.900.000 DM.
Im Zuge des Neubaus der A 6 zwischen dem Autobahnkreuz Weinsberg und der bayerischen Grenze soll die Jagsttalbrücke bis etwa 2025 durch einen Neubau ersetzt werden.